# Tjeckoslovakiens damlandslag i handboll
Tjeckoslovakiens damlandslag i handboll representerade Tjeckoslovakien i handboll på damsidan. Laget fanns fram till 1992. Efter Tjeckoslovakiens delning 1993 ersattes laget av Tjeckiens och Slovakiens damlandslag i handboll.
Laget vann VM 1957 som var det första inomhus-världsmästerskapet. Det spelades på liten plan men utomhus men enligt regler för handboll inomhus. I finalen besegrades Ungern med 7 mot 1.
I laget spelade: Kveta Janeckova, Risova; Blanka Kotlinova (1 mål), Jana Malerova, Stana Kucerova (1 mål), Cihakova, Kosprdova (1 mål), Kamermajerova, Veronika Smidtova (1 mål), Vera Dvorakova (1 mål), Pavla Bartakova (2 mål), Kveta Marzinova.

## Meriter
| - 1957 i Jugoslavien: Guld - 1962 i Rumänien: Brons - 1965 i Västtyskland: 4:a - 1971 i Nederländerna: Ej kvalificerade - 1973 i Jugoslavien: 6:a - 1975 i Sovjetunionen: Ej kvalificerade - 1978 i Tjeckoslovakien: 4:a - 1982 i Ungern: 5:a - 1986 i Nederländerna: Silver - 1990 i Sydkorea: Ej kvalificerade | - 1976 i Montréal: Ej kvalificerade - 1980 i Moskva: 5:a - 1984 i Los Angeles: Bojkott - 1988 i Seoul: 5:a |